# Yatala
Yatala är en del av en befolkad plats i Australien. Den ligger i kommunen Gold Coast och delstaten Queensland, omkring 33 kilometer sydost om delstatshuvudstaden Brisbane. Antalet invånare är 1 334.
Runt Yatala är det ganska glesbefolkat, med 38 invånare per kvadratkilometer.. Närmaste större samhälle är Logan City, omkring 14 kilometer nordväst om Yatala. 
Runt Yatala är det i huvudsak tätbebyggt. Genomsnittlig årsnederbörd är 1 424 millimeter. Den regnigaste månaden är januari, med i genomsnitt 275 mm nederbörd, och den torraste är oktober, med 21 mm nederbörd.